# Aristomedes de Tebes
Aristomedes  (en grec antic: Ἀριστομήδης) fou un escultor de l'antiga Grècia nascut a Tebes contemporani de Píndar. Juntament amb el seu conciutadà Sòcrates va fer una estàtua de Cíbele que fou dedicada per Píndar al temple de la deessa prop de la ciutat, segons diu Pausànies.